# Färöer-Bank-Kanal

Lage des Färöer-Bank-Kanal zwischen Färöer-Plateau und Färöer-Bank nördlich von Schottland in der Grönland-Schottland-Schwelle

Der Färöer-Bank-Kanal ist ein Graben südwestlich der Färöer-Inseln zwischen dem Europäischen Nordmeer und dem offenen Nordatlantik. Mit 850 Metern Tiefe auf dem Sattelpunkt ist er die tiefste Stelle im Grönland-Schottland-Rücken, der das Atlantikbecken von den Tiefseebecken von Nordmeer und Grönlandsee trennt.
Durch die Tiefenlagen des Färöer-Bank-Kanals strömt permanent kaltes Tiefenwasser, im Schnitt etwa 1,9 Sverdrup. Neben der Dänemarkstraße (3 Sverdrup) ist der Graben der wichtigste Weg für arktisches Wasser aus Nordmeer und Grönlandsee. Im Schnitt ist das Wasser im Färöer-Bank-Kanal kälter und dichter als in der Dänemarkstraße, er stellt also die wichtigste Bahn für den Ausfluss des kältesten und dichtesten Wassers aus der Arktis dar. Dieses Wasser schichtet sich im Atlantik bei 1500–3000 m Tiefe ein und ist als NADW (Nordatlantisches Tiefenwasser / Nord Atlantic Deep Water) bekannt. Er stellt somit eine bedeutende Rolle im Globalen Förderband dar.